# Седой древесный кенгуру
Седой древесный кенгуру (лат. Dendrolagus inustus) — сумчатое млекопитающее семейства кенгуровых.
Встречается в северных прибрежных районах (в том числе горы Фойя) острова Новая Гвинея (Индонезия и Папуа-Новая Гвинея). Он живёт также на соседних островах Япен, Вайгео, Мисул, Салавати и, возможно, Батанта. Населяет низменные и горные тропические леса на высоте от 100 до 1400 метров над уровнем моря. Встречается как в первичных, так и в деградированных лесах.
Характеризуется значительным количеством седых волос, покрывающих его тело. Зафиксированная максимальная продолжительность жизни для вида более 21 года.
Этот вид находится под серьёзной угрозой из-за охоты местными жителями ради мяса, а также из-за потери и деградации окружающей среды ввиду преобразования лесов для мелких сельскохозяйственных нужд и больших плантаций масличной пальмы (Elaeis). Этот вид встречается в нескольких природоохранных зонах.